# ФК МТК
ФК МТК „Будапеща“ (на унгарски: MTK Budapest FC), пълно име ФК „Кръг на унгарските физкултурници“ (на унгарски: Magyar Testgyakorlók Köre Budapest FC), съкратено МТК, е унгарски спортен клуб от гр. Будапеща – столицата на Унгария.
Основан е на 16 ноември 1888 г. Клубни цветове – синьо и бяло. МТК е сред най-успешните унгарски футболни клубове.

## Успехи

### Национални
- Първа лига:
  -  Шампион (23): 1904, 1907/08, 1913/14, 1916/17, 1917/18, 1918/19, 1919/20, 1920/21, 1921/22, 1922/23, 1923/24, 1924/25, 1928/29, 1935/36, 1936/37, 1951, 1953, 1957/58, 1986/87, 1996/97, 1998/99, 2002/03, 2007/08
  -  Второ място (20): 1909/10, 1910/11, 1911/12, 1912/13, 1925/26, 1927/28, 1930/31, 1932/33, 1939/40, 1948/49, 1950, 1952, 1954, 1955, 1957, 1958/59, 1962/63, 1989/90, 1999/2000, 2006/07
  -  Трето място (17): 1903, 1905, 1906/07, 1926/27, 1929/30, 1931/32, 1934/35, 1937/38, 1938/39, 1949/50, 1956, 1960/61, 1977/78, 1988/89, 2001/02, 2004/05, 2014/15
- Купа на Унгария по футбол:
  -  Носител (12): 1910, 1911, 1912, 1914, 1923, 1925, 1932, 1952, 1968, 1997, 1998, 2000.
  -  Финалист (3): 1934/35, 1975/76, 2011/12
- Суперкупа на Унгария:
  -  Носител (3): 1997, 2003, 2008
- Купа на Лигата на Унгария:
  - 1/2 финалист (1): 2014/15
- Втора лига:
  -  Победител (3): 1982, 1995, 2012

### Международни
- Купа Митропа:
  -  Носител (2): 1955, 1963.
  -  Финалист (1): 1959
- Купа на носителите на купи (КНК):
  -  Финалист (1): 1964
- Купа на панаирните градове:
  -  1/2 финалист (1): 1962
- Турнир Щефаник в Братислава:
  -  Победител (1): 1933
- Купа Карл Рапан:
  -  Победител (2): 1978, 1985

## Предишни имена
| Години      | Име                                                                                    |
| ----------- | -------------------------------------------------------------------------------------- |
| 1888 – 1926 | „МТК“ Magyar Testgyakorlók Köre                                                        |
| 1926 – 1940 | „Хунгария МТК ФК“ Hungária Magyar Testgyakorlók Köre Futball Club                      |
| 1940 – 1945 | „Хунгария МТК ФК фелослаша“ Hungária Magyar Testgyakorlók Köre Futball Club feloszlása |
| 1942 – 1945 | „МТК фелослаша“ Magyar Testgyakorlók Köre feloszlatása                                 |
| 1945 – 1950 | „МТК“ Magyar Testgyakorlók Köre                                                        |
| 1950 – 1951 | „Будапеща Текстилеш Шпорт Егешюлет“ Budapesti Textiles Sport Egyesület                 |
| 1951 – 1953 | „Будапеща Баштия Шпорт Егешюлет“ Budapesti Bástya Sport Egyesület                      |
| 1953 – 1956 | „Будапеща Ворьош Лобого Шпорт Егешюлет“ Budapesti Vörös Lobogó Sport Egyesület         |
| 1956 – 1975 | „МТК“ Magyar Testgyakorlók Köre                                                        |
| 1975 – 1990 | „МТК-Вьорьош Метеор Шпорт Кьор“ Magyar Testgyakorlók Köre-Vörös Meteor Sport Kör       |
| 1990 – 1995 | „МТК“ Magyar Testgyakorlók Köre                                                        |
| 1995 – 1998 | „МТК ФК“ Magyar Testgyakorlók Köre Futball Club                                        |
| 1998 – 2003 | „МТК Хунгария ФК“ Magyar Testgyakorlók Köre Hungária Futball Club                      |
| от 2003     | „МТК Будапеща ФК“ Magyar Testgyakorlók Köre Budapest Futball Club                      |

## Основаване
На 16 ноември 1888 г. кафене на Будапеща се основава Унгарският кръжок за физическа активност (Magyar Testgyakorlók Köre). Голяма част от основателите на клуба са представители на унгарската аристокрация и на богатата еврейска община в града. В началото са развивани спортните дисциплини фехтовка и гимнастика.

## Футбол
На 12 март 1901 г., заради силно увеличилата се популярност на футбола в Унгария, се създава футболна секция. МТК започва да играе във Втора унгарска лига през 1902 г., през 1903 г. вече участва в Първа лига и печели 3-то място, а през 1904 г. – 3 г. след основаването му, за пръв става шампион на страната.

### Аматьорски период
Първият председател на клуба е Алфред Брил и управлява цели 35 г. – от 1905 до 1940 г. Преди професионализацията на унгарския футбол той е най-успешният клуб в страната. До началото на Втората световна война вече има 15 шампионски титли и 7 купи на страната. Тъй като в клуба различни функции изпълняват много евреи, със засилването на антисемитизма през 1930-те и 1940-те години. МТК изпада в затруднения и криза.

### Професионален период
След Втората световна война под натиска на унгарската тайна полиция и на комунистическите власти няколко пъти сменя името си. СД „Текстилеш“ (Textiles SE), СД „Бащя“ (Bástya SE), СД „Вьорьош Лобого“ (Vörös Lobogó SE), но в крайна сметка възвръща традиционното си име МТК. По време на „Златната ера“ на унгарския футбол през 1950-те години регистрира клубни успехи и участва с много футболисти в унгарския национален отбор. В европейските турнири също записва добри резултати, като историческа в хрониките на клуба е победата над „Андерлехт“ с 6:3, постигната на 7 септември 1955 г. По време на социалистическия режим губи много от позициите си.
След промените в Източна Европа през 1989 г. бавно възвръща позициите си, но въпреки това все още не може да постигне успешните резултати от миналото.

#### Известни футболисти
- Нандор Хидегкути
- Михай Лантош
- Густав Шебеш
- Йожеф Закарияш